# Ommatidae
Ommatidae es una familia del orden Coleoptera (escarabajos) en el suborden Archostemata. Ommatidae es considerado el taxón vivo de Coleoptera que posee las características más ancestrales. A principios del siglo XXI se han descripto 13 géneros extintos conteniendo más de 100 especies de estos escarabajos. Dos géneros vivos han sido asignados a esta familia: Omma y Tetraphalerus.

## Distribución geográfica
Las especies vivas de este grupo solo están presentes en Australia y Sudamérica, pero la distribución geográfica era mucho más amplia durante el Mesozoico comprendiendo el territorio de lo que hoy es Europa, Siberia, Myanmar, y China. El descubrimiento de fósiles chinos del Jurásico superior y burmenses del Cretácico superior indica que durante Pangea estaban ampliamente distribuidos.

## Géneros

### Géneros extintos
- †Brochocoleus Hong, 1982
- †Cionocoleus Ren, 1995
- †Eurydictyon Ponomarenko, 1969
- †Fuscicupes Hong & Wang, 1990
- †Lithocupes Ponomarenko, 1966
- †Notocupoides Ponomarenko, 1966
- †Rhabdocupes Ponomarenko, 1966
- †Zygadenia Handlirsch, 1906

### Géneros vivos
- Omma Newman, 1839
- Tetraphalerus Waterhouse, 1901